# 第5師団 (コロンビア軍)
第5師団（西：Quinta Division）は、コロンビア陸軍の師団の一つ。司令部はボゴタ。管轄区域はクンディナマルカ県、ボヤカ県、ウイラ県、トリマ県。5個旅団を隷下に治める。第1旅団はボジャカ（Boyacá）に駐屯、第6旅団はイバゲ（Ibagué）に駐屯、第9旅団はネイバ（Neiva）に駐屯、第13旅団はボゴタに駐屯、第8機動旅団がファカタティバ（Facatativa）に駐屯する。

## 部隊編成
師団直轄
- 第5爆発物処理群

### 第1旅団
- 第1歩兵大隊「ボリバル」（"Bolívar"）　在トゥンハ（Tunja）
- 第2歩兵大隊「スクレ」（"Sucre"）　在チキンキラ（Chiquinquirá）
- 第1騎兵群「パエス」（"Paéz"）　在ソガモソ（Sogamoso）
- 第1砲兵群　在ボゴタ
- 第1工兵大隊「カルダス」（"Caldas"）
- 第1戦闘任務支援大隊

特殊部隊 
- ボジャカ拉致対策警察隊群

### 第6旅団
- 第16歩兵大隊
- 第17歩兵大隊「ヘネラル・カイセコ」（"General Caiceco"）
- 第18歩兵大隊「ヘネラル・ハイメ・ロケ」（"General Jaime Rooke"）
- 第6対ゲリラ戦大隊
- 第34対ゲリラ戦大隊
- 第38対ゲリラ戦大隊
- 第6戦闘任務支援大隊

特殊部隊 
- トルマ拉致対策警察隊群

### 第9旅団
- 第4山岳歩兵大隊「ヘネラル・ベンハミン・エレーラ・コルテス」（"Gr.Benjamín Herrera Cortes"）
- 第9砲兵大隊「テネリフェ」（"Tenerife"）
- 第9戦闘任務支援大隊「カシカ・ガイタナ」（"Cacica Gaitana"）
- 第9対ゲリラ戦大隊「ロス・パンチェス」（"Los Panches"）

### 第13旅団
- 第2騎兵群
- 第28歩兵大隊
- 山岳歩兵大隊
- 第13砲兵大隊
- 第13工兵大隊「ヘネラル・アントニオ・バラジャ」（"General Antonio Baraya"）
- 第1通信大隊
- 第13戦闘任務支援大隊
- 第13対ゲリラ戦大隊
- 第13憲兵大隊
- 第15憲兵大隊

### 第8機動旅団
- 第66対ゲリラ戦大隊「バレンティン・ガルシア」（"Valentin Garcia"）
- 第67対ゲリラ戦大隊「ヘネラル・アントニオ・モラレス・ガラビス」（"General Antonio Morales Galavis"）
- 第68対ゲリラ戦大隊「ヘネラル・ホセ・マリア・アジャラ」（"General Jose Maria Ayala"）
- 第69対ゲリラ戦大隊「ヘネラル・マリアーノ・バレネチェ・エスコバル」（"General Mariano Barreneche Escobar"）
- 第30戦闘任務支援中隊